# زمین‌لرزه ۱۹۷۱ پاپوآ گینه نو
زمین‌لرزه پاپوآ گینه نو  در تاریخ ۱۴ ژوئیه ۱۹۷۱ میلادی، برابر با ‎۲۳ تیر ۱۳۵۰، ساعت ۶:۱۱:۳۰ به زمان یوتی‌سی در پاپوآ گینه نو رخ داد. ژرفای این زلزله ۴۴٫۵ کیلومتر بود. بزرگی آن ۸ در مقیاس Mw اعلام شده‌است. زمین‌لرزه به وقت محلی در روز چهارشنبه، ساعت ۱۶ روی داده و منطقه زمانی آن یوتی‌سی +۱۰ بوده‌است .
سازمان زمین‌شناسی آمریکا نیز جای این زمین‌لرزه را در مختصات ۵°۳۰′جنوبی ۱۵۳°۵۴′شرقی / ۵٫۵°جنوبی ۱۵۳٫۹°شرقی و بزرگی آنرا برابر با ۷٫۹ در مقیاس ریشتر اعلام کرده‌است. ژرفای گزارش شده از سوی این سازمان ۴۷ کیلومتر می‌باشد.
زلزله کشته‌ای نداشته و تعداد زخمیان ۵ نفر برآورده شده‌است.سونامی نیز در این زلزله گزارش شده‌است.